# William Ross Stewart
William Ross Stewart, britanski general, * 1889, † 1966.